# Liste von Persönlichkeiten der Stadt Genua
Diese Liste enthält in Genua geborene Persönlichkeiten sowie solche, die in Genua gewirkt haben, dabei jedoch andernorts geboren wurden. Die Liste erhebt keinen Anspruch auf Vollständigkeit.

## In Genua geborene Persönlichkeiten

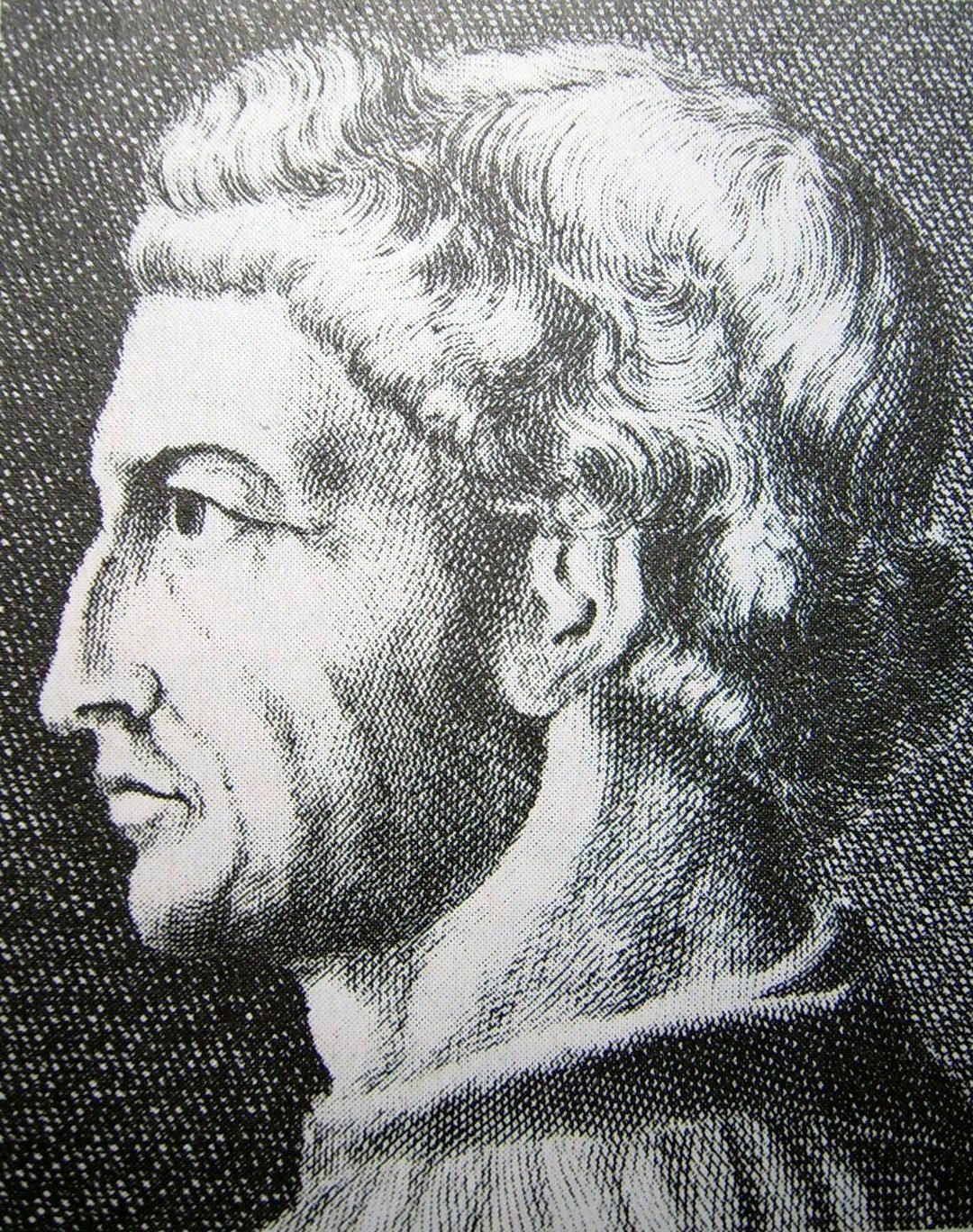
Leon Battista Alberti

Christoph Kolumbus

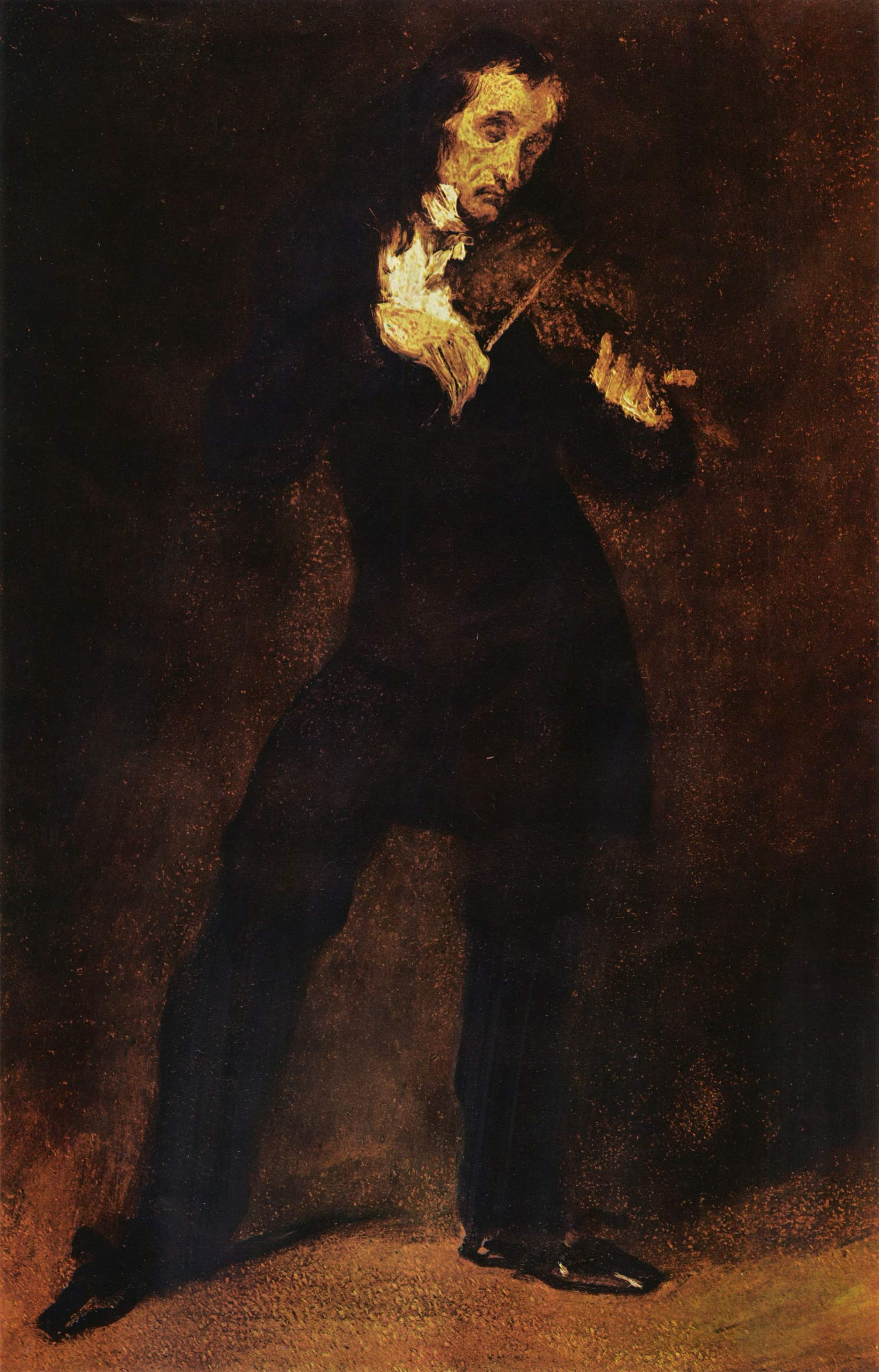
Niccolò Paganini

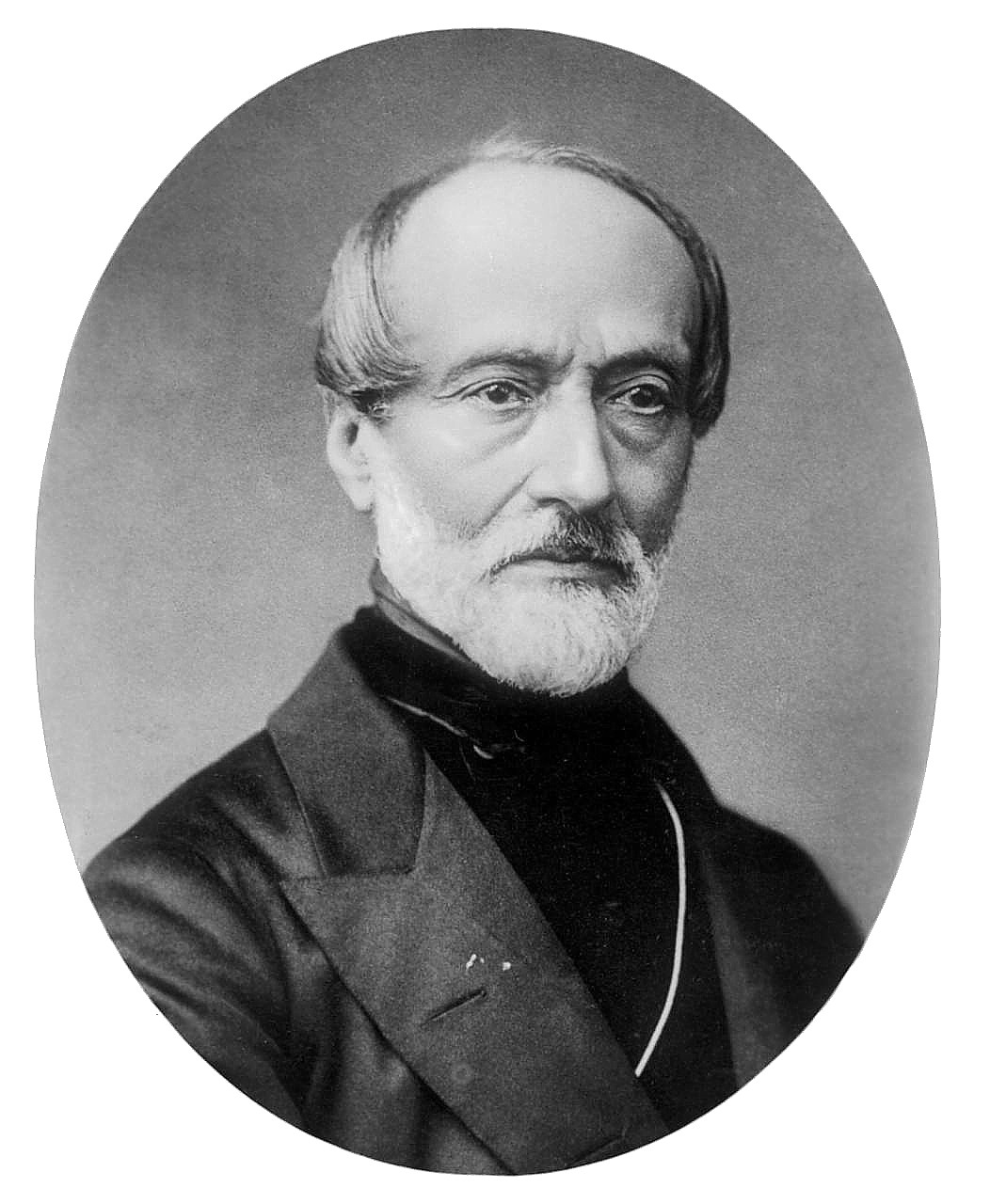
Giuseppe Mazzini

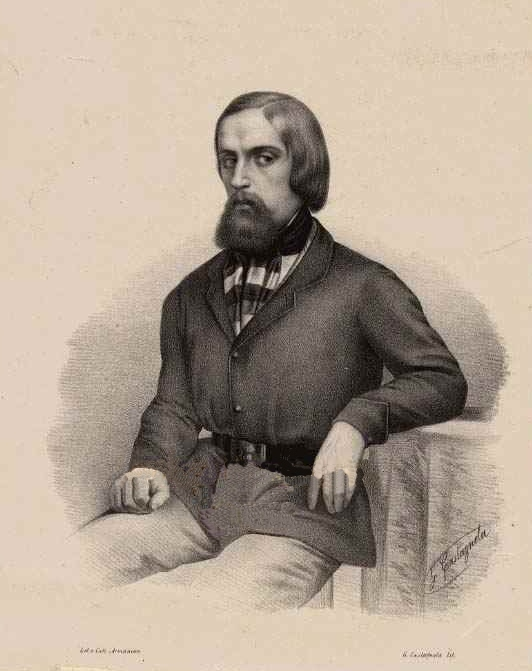
Goffredo Mameli

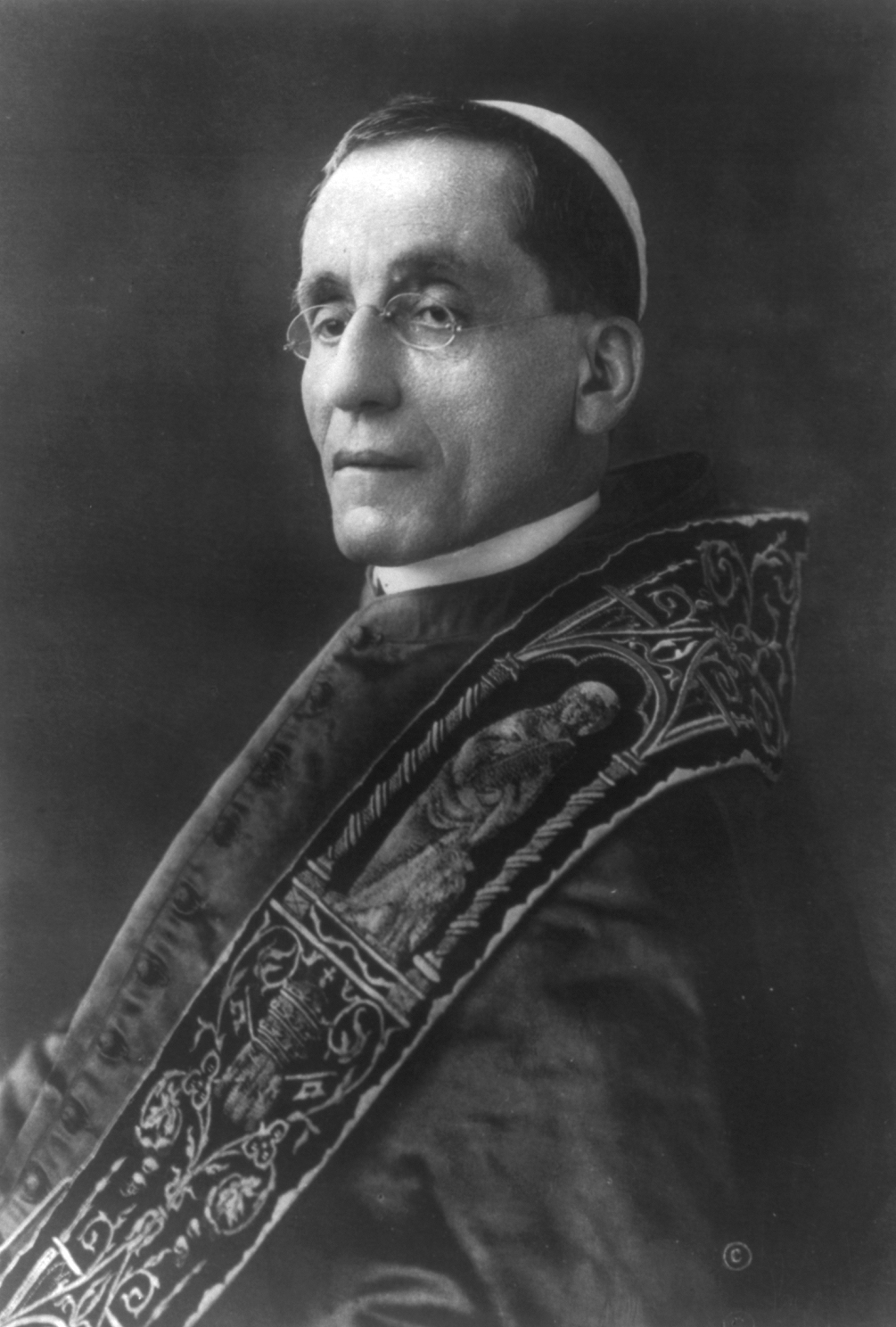
Papst Benedikt XV.

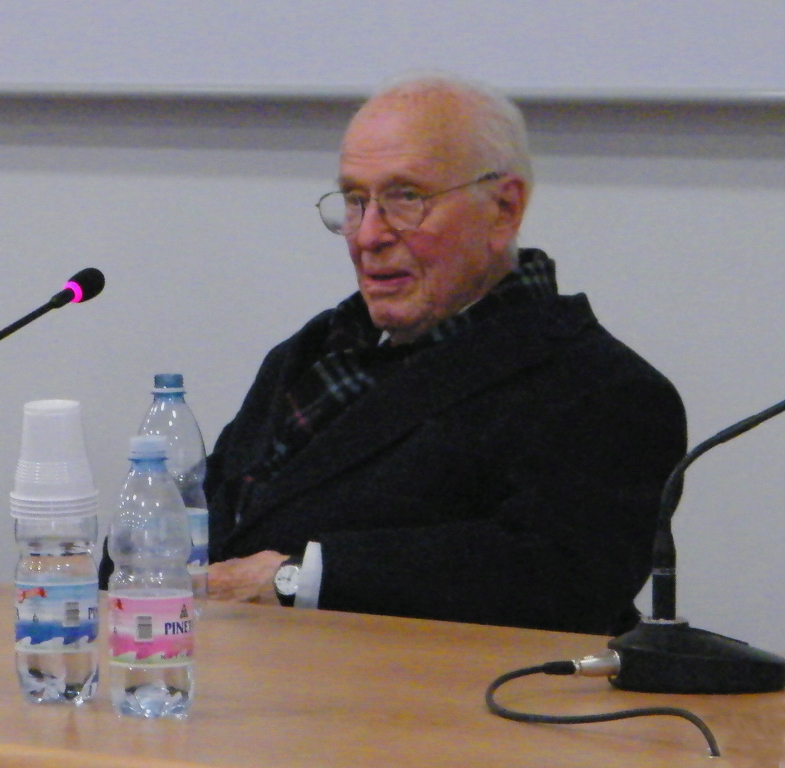
Luigi Luca Cavalli-Sforza

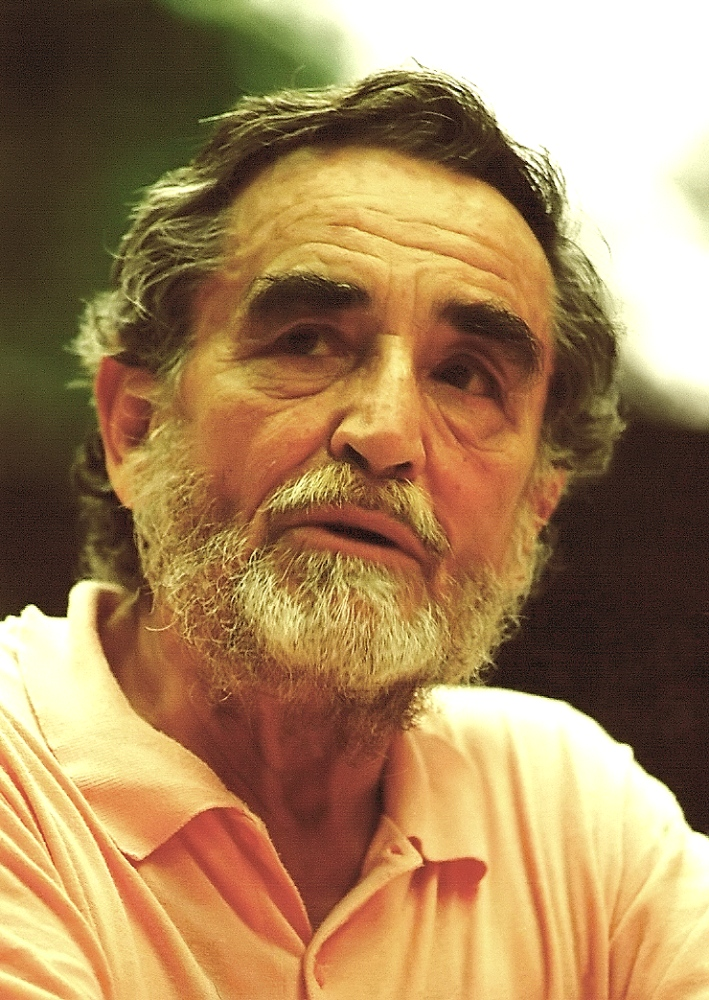
Vittorio Gassman

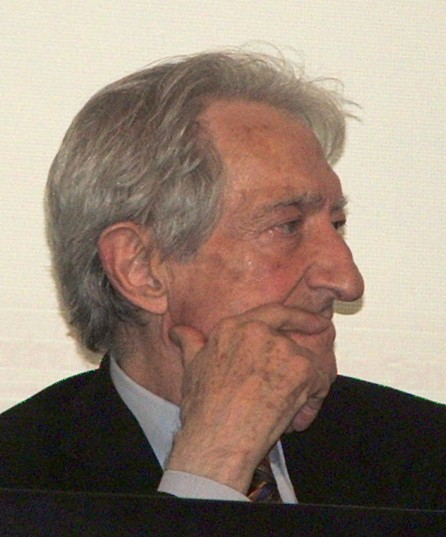
Edoardo Sanguineti

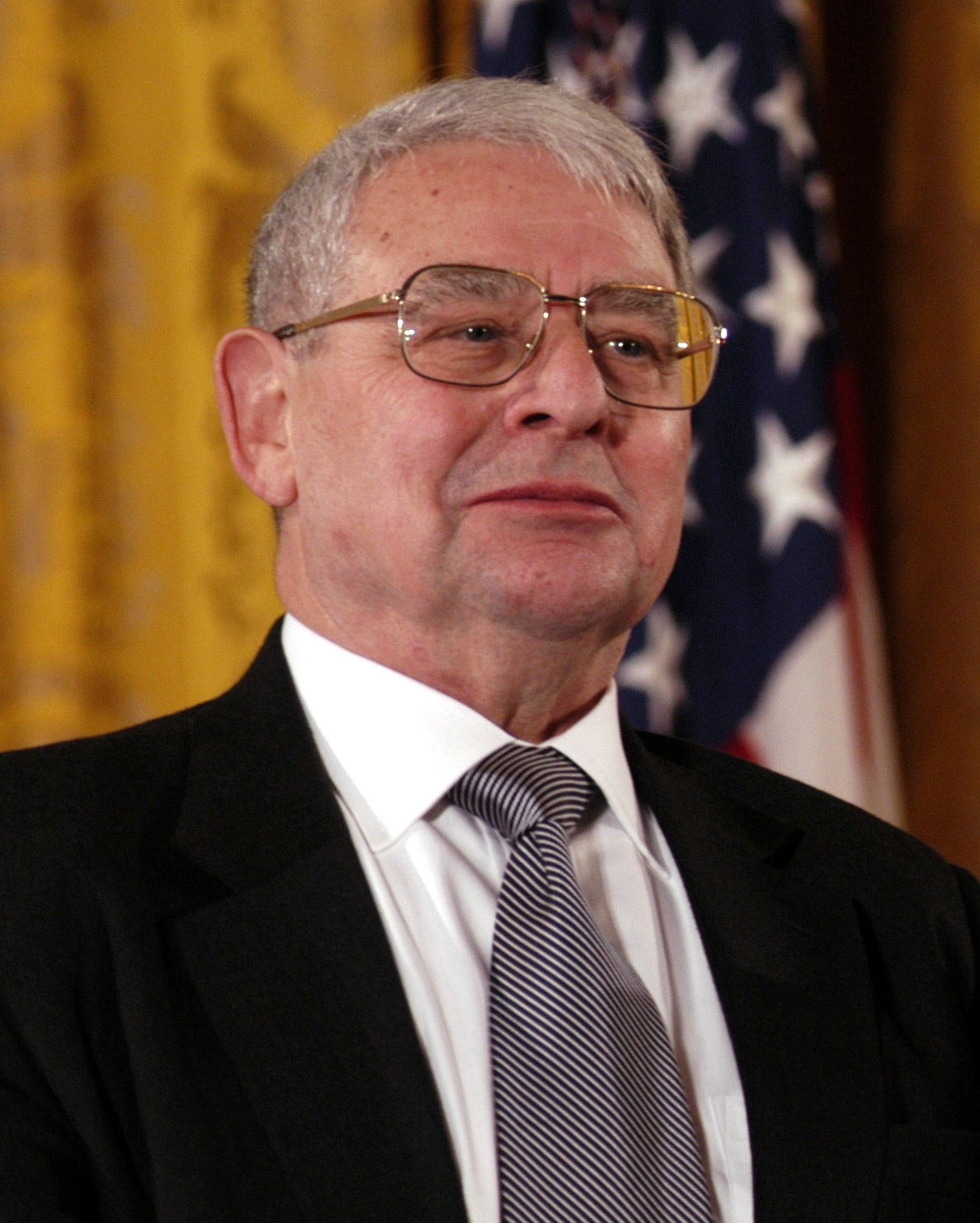
Riccardo Giacconi

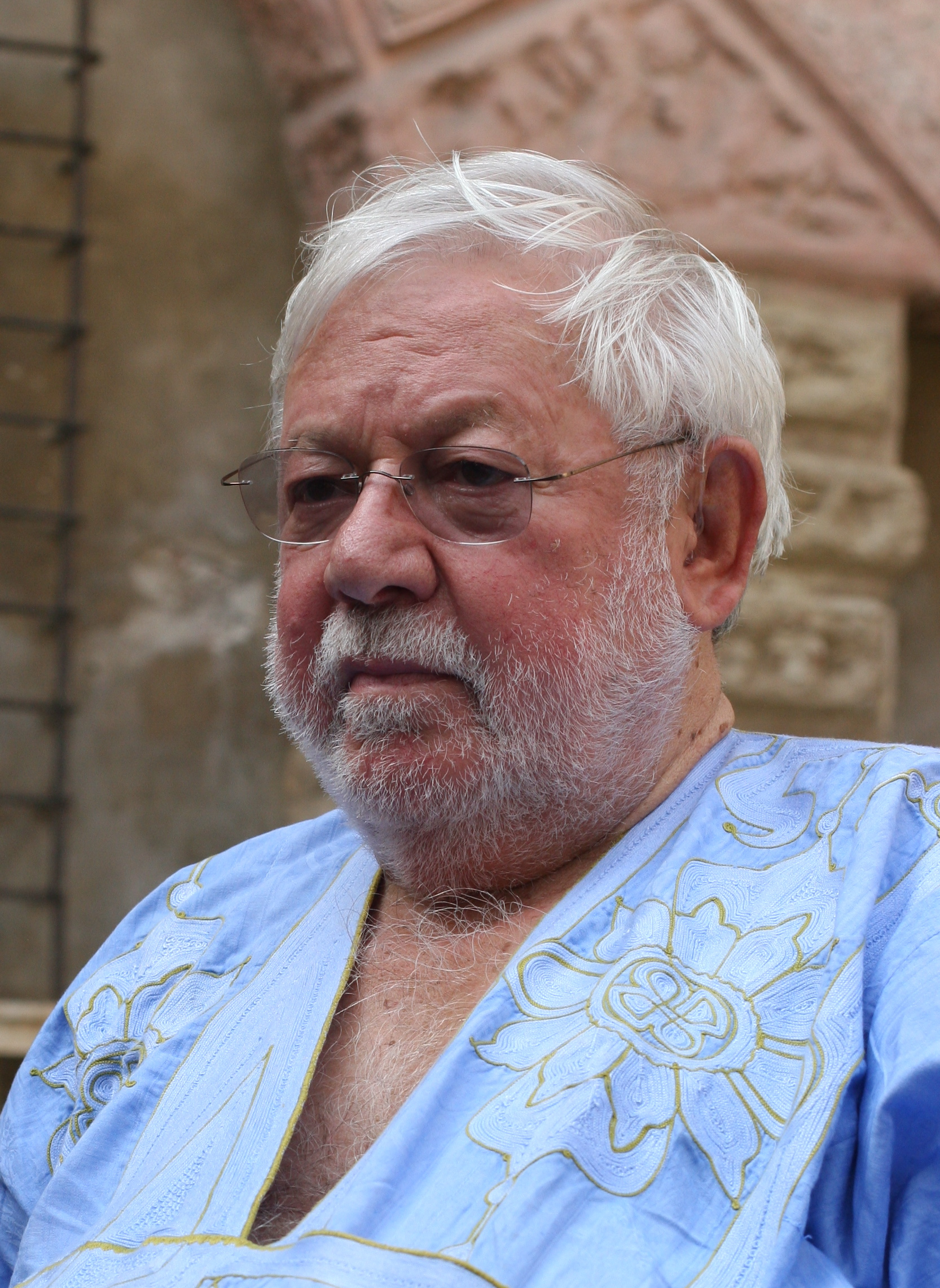
Paolo Villaggio

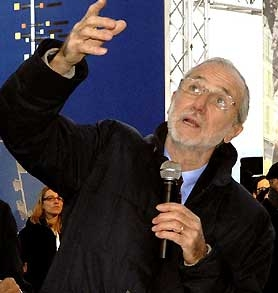
Renzo Piano

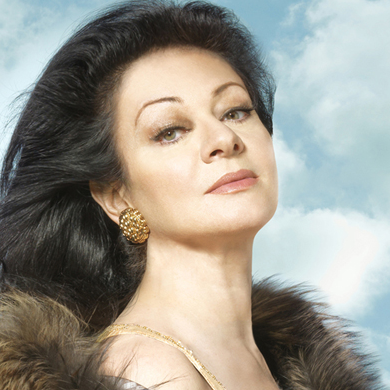
Daniela Dessi

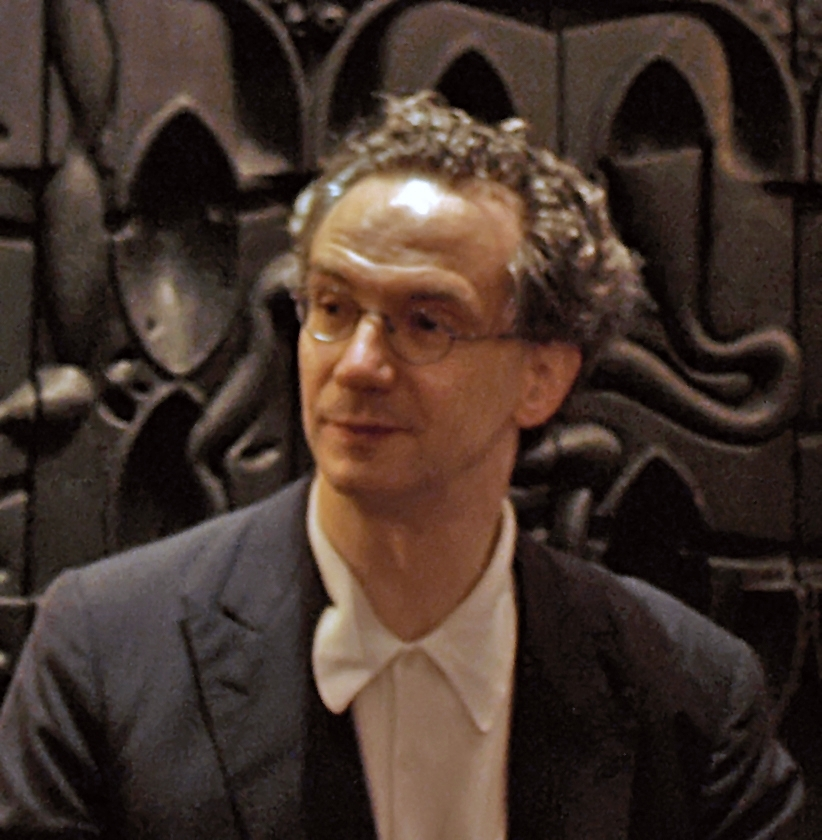
Fabio Luisi

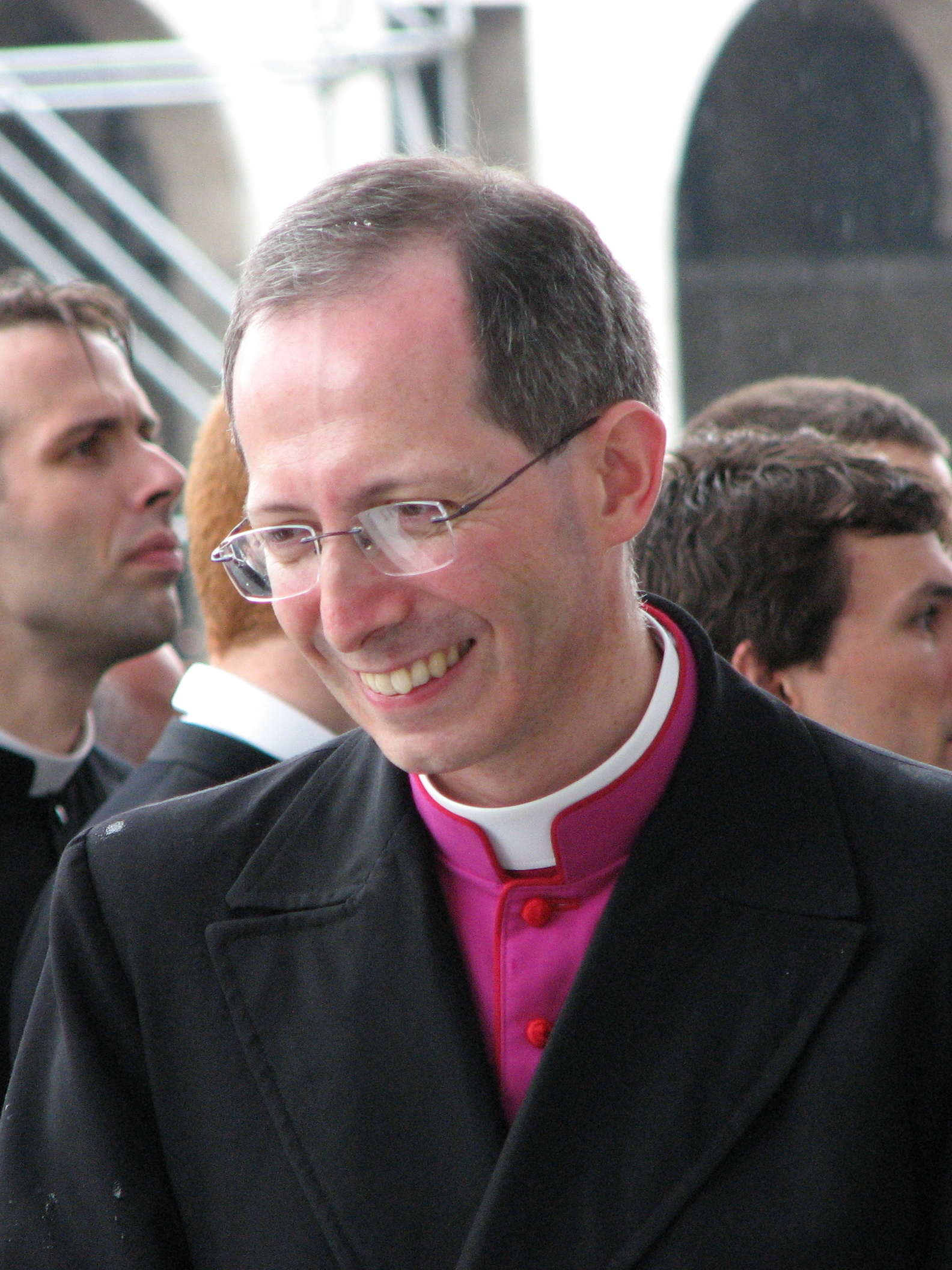
Guido Marini

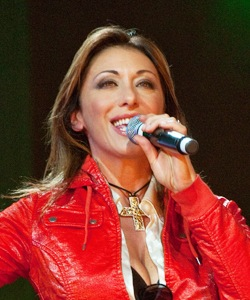
Sabrina Salerno

### Bis 1800
- Innozenz IV. (um 1195 – 1254), Papst
- Hadrian V. (um 1215 – 1276), Papst
- Oberto Doria (vor 1230 – unbekannt), Flottenführer und Politiker der Republik Genua
- Raniero Grimaldi (1267–1314), Politiker und französischer Admiral
- Giorgio Fieschi (?–1461), Kardinal
- Carlo Marsuppini (1398–1453), Humanist und Staatsmann
- Leon Battista Alberti (1404–1472), Humanist, Schriftsteller, Mathematiker, Kryptologe, Architekt und Architekturtheoretiker
- Antoniotto Usodimare (1415–?), Seefahrer
- Innozenz VIII. (1432–1492), Papst
- Katharina von Genua (1447–1510), Heilige und Mystikerin
- Lorenzo Cibo de’ Mari (1450/51–1503), Erzbischof von Benevent und Kardinal
- Christoph Kolumbus (um 1451 – 1506), Seefahrer
- Fabrizio del Carretto (1455–1521), Großmeister des Johanniterordens
- Niccolò Fieschi (1456–1524), Erzbischof und Kardinal
- Bartolomeo Kolumbus (um 1461 – 1515), Kosmograph und Seefahrer
- Gaspare Grimaldi Bracelli (um 1477 – 1552), 56. Doge der Republik von Genua
- Antoniotto Adorno (1479–1528), 45. Doge der Republik von Genua
- Federigo Fregoso (1480–1541), Kardinal, Erzbischof von Salerno und Bischof von Gubbio
- Giovanni Battista Cicala Zoagli (1485–1566), 63. Doge der Republik Genua
- Agostino Pinelli Ardimenti (um 1492 – 1566), 59. Doge der Republik Genua
- Juan Bautista Pastene (um 1507 – um 1581), Seekapitän und Konquistador
- Giambattista Castello (1509–1569), Maler und Baumeister
- Benedetto Lomellini (1517–1579), Kardinal der katholischen Kirche
- Agostino Doria (1540–1607), 83. Doge der Republik Genua
- Domenico Pinelli (1541–1611), Kardinal der katholischen Kirche
- Giovanni Battista Pinello di Ghirardi (um 1544–1587), Komponist und Kapellmeister
- Orazio Spínola (etwa 1547–1616), Geistlicher
- Giovanni Battista Paggi (1554–1627), Kunstschriftsteller und Maler
- Giovanni Giacomo Imperiale Tartaro (1554–1622), 92. Doge der Republik Genua
- Bernardo Castello (1557?–1629), Maler und Freskant
- Ambrosio Spinola (1569–1630), Adliger
- Giacomo Serra (1570–1623), Kardinal
- Domenico Rivarola (1575–1627), Erzbischof und Kardinal
- Agostino Pallavicini (1577–1649), 103. Doge der Republik Genua und König von Korsika
- Giandomenico Spinola (1580–1646), Bischof und Kardinal
- Francisco de Borja y Aragón (1581–1658), spanischer Schriftsteller
- Bernardo Strozzi (1581–1644), Maler
- Giovanni Vincenzo Imperiale (1582–1648), Dichter und Schriftsteller
- Virginia Centurione Bracelli (1587–1651), Wohltäterin, Ordensgründerin und Mystikerin
- Giovanni Carlone (1590–1630), Maler
- Ottaviano Raggi (1592–1643), Bischof und Kardinal
- Girolamo Grimaldi-Cavalleroni (1597–1685), Kardinal und Erzbischof
- Agustín Spínola Basadone (1597–1649), Bischof von Tortosa, Erzbischof von Granada, Santiago und Sevilla, Kardinal
- Giovanni Andrea De Ferrari (ca. 1598–1669), Maler
- Gioacchino Assereto (1600–1650), Maler
- Giovanni Paolo Oliva (1600–1681), General der Societas Jesu
- Anton Giulio Brignole Sale (1605–1662), Geistlicher, Schriftsteller und Diplomat
- Giovanni Girolamo Lomellini (1607–1659), Kardinal
- Giovanni Stefano Donghi (1608–1669), Bischof und Kardinal
- Giovanni Benedetto Castiglione, gen. „Grechetto“ (1609–1664), Maler und Kupferätzer
- Giacomo Franzoni (1612–1697), Kardinal
- Lorenzo Imperiali (1612–1673), Kardinal
- Lorenzo Raggi (1615–1687), Kardinal
- Pellegro Piola (1617–1640), Maler
- Odoardo Cibo (1619–1705), Geistlicher
- Francesco Maria Sauli (1620–1699), 134. Doge von Genua und König von Korsika
- Carlo D’Aprile (1621–1668), Architekt und Bildhauer
- Valerio Castello (1624–1659), Maler und Freskant
- Francesco Maria Borzone (1625–1679), Maler
- Domenico Piola (1627–1703), Maler und Freskant
- Otto de Grana (1629–1685), Heerführer und Diplomat
- Filippo Parodi (1630–1702), Bildhauer des Barock
- Marcello Durazzo (1633–1710), Kardinal
- Giovanni Battista Langetti (1635–1676), Maler
- Giovanni Battista Gaulli, gen. „Baciccia“ (1639–1709), Maler und Freskant
- Lorenzo Fieschi (1642–1726), Kardinal der römisch-katholischen Kirche
- Francisco Spinola (1654–1694), Geistlicher
- Martino Bitti (um 1656–1743), Violinist und Komponist
- Paolo Gerolamo Piola (1666–1724), Maler und Freskant
- Alessandro Magnasco (1667–1749), Maler
- Giorgio Spinola (1667–1739), Apostolischer Nuntius und Kardinal
- Stefano Durazzo ((Taufe) 1668–1744), 152. Doge von Genua und König von Korsika
- Johann Lucas von Hildebrandt (1668–1745), Baumeister
- Francesco Maria Balbi (1671–1747), Doge von Genua
- Domenico Parodi (1672–1742), Maler und Bildhauer des Spätbarocks
- Giovanni Antonio Guido (um 1675–?), Violinist und Komponist
- Lorenzo De Ferrari (1680–1744), Maler und Freskant
- Giovanni Battista Spinola (1681–1752), Kardinal, Gouverneur von Rom
- Luigi Centurioni (1686–1757), General der Societas Jesu
- Giovanni Francesco Brignole Sale (1695–1760), Doge von Genua und König von Korsika
- Johann Lucas von Pallavicini-Centurioni (1697–1773), k.k. Staatsmann, Feldmarschall und Ritter des goldenen Vließes
- Rodolfo Emilio Brignole Sale (1708–1774), Doge von Genua
- Marcello Durazzo (1710–1791), Doge der Republik Genua
- Jerónimo Grimaldi (1710–1789), Diplomat
- Girolamo Spinola (1713–1784), Kardinal
- Giovan Battista Perasso (1735–1781), Volksheld der Stadt Genua
- Marie Catherine Brignole (1737–1813), Fürstin von Monaco
- Anton Joseph von Brentano-Cimaroli (1741–1793), österreichischer General
- Maria Antonia von Branconi (1746–1793), Adelige
- Karl von Pallavicini (1756–1789), k. k. Generalmajor und Ritter des Maria-Theresia-Ordens
- Carlo Barabino (1768–1835), Architekt und Städteplaner
- Mademoiselle Lange (1772–1825), französische Schauspielerin
- Giacomo Filippo Fransoni (1775–1856), Bischof und Kardinal
- Niccolò Paganini (1782–1840), Violinist, Gitarrist und Komponist
- Felice Romani (1788–1865), Autor und Librettist
- Giuseppe Gaggini (1791–1867), Bildhauer
- Girolamo Ramorino (1792–1849), General
- Fabio Pallavicini (1795–1872), Diplomat und Politiker
- Antonio Garibaldi (1797–1853), Kurienbischof und Diplomat des Heiligen Stuhls

### 19. Jahrhundert

#### 1801 bis 1850
- Cesare Pugni (1802–1870), Komponist
- Giuseppe Mazzini (1805–1872), Jurist, Nationalist, Demokrat und Freiheitskämpfer
- Giovanni Domenico Ruffini (1807–1881), englisch-italienischer Schriftsteller
- Francesco Sauli (1807–1893), Diplomat und Politiker
- Santo Varni (1807–1885), Bildhauer
- Giuseppe Isola (1808–1893), Maler
- Alberto Ricci (1808–1876), Diplomat und Politiker
- Paula Frassinetti (1809–1882), Ordensschwester
- Stefano Pietro Zecchini (1809–1891), Lexikograph und Publizist
- Carlo Rubatto (1810–1891), Bildhauer
- Maria Brignole Sale De Ferrari (1811–1888), Aristokratin, Salonière und Mäzenin
- Camillo Sivori (1815–1894), Violinist und Komponist
- Gaetano Alimonda (1818–1891), Kardinal der Katholischen Kirche
- Michele Novaro (1818–1885), Komponist
- Luigia Abbadia (1821–1896), Opernsängerin
- Nino Bixio (1821–1873), Freiheitskämpfer
- Domenico Chiodo (1823–1870), Marineoffizier, Ingenieur und Architekt
- Giovanni Antonio Migliorati (1825–1898), Diplomat und Politiker
- Goffredo Mameli (1827–1849), Patriot, Dichter und Autor der italienischen Nationalhymne
- Gerolamo Boccardo (1829–1904), Nationalökonom und Politiker
- Placido Maria Schiaffino (1829–1889), Abt und Kardinal
- Augusto Albini (1830–1909), Admiral der italienischen Marine und Waffenkonstrukteur
- Santo Saccomanno (1833–1914), Bildhauer
- Girolamo Maria Gotti (1834–1916), Kurienkardinal der römisch-katholischen Kirche
- Louis Rebisso (1837–1899), US-amerikanischer Bildhauer und Dozent
- Lorenzo Orengo (1838–1909), Bildhauer
- Enrico Morin (1841–1910), Admiral und Politiker
- Arturo Issel (1842–1922), Geologe, Paläontologe, Prähistoriker und Malakologe

#### 1851 bis 1900
- Giovanni Battista Castagneto (1851–1900), brasilianischer Maler
- Demetrio Paernio (1851–1914), Bildhauer
- August Gruber (1853–1938), Protozoologe
- Benedikt XV. (1854–1922), Papst
- Ernesto Giacomo Parodi (1862–1923), Romanist
- Mario Maragliano i Navone (1864–1944), Mosaizist des katalanischen Modernisme
- Emilio Solari (1864–1954), Seeoffizier
- Luigi Orengo (1865–1940), Bildhauer
- Giuseppe Salvago Raggi (1866–1946), Diplomat und Politiker
- Louis Dapples (1867–1937), Schweizer Manager
- Sophie von Merenberg (1868–1927), High-Society-Lady
- Emanuel Philibert von Savoyen (1869–1931), Adliger und General
- Giovanni Enrico Eugenio Vacca (1872–1953), Mathematiker
- Giuseppe Sirianni (1874–1955), Seeoffizier
- Pietro Bixio (1875–1905), Bahnradsportler
- Giuseppe Migone (1875–1951), Kurienerzbischof
- Domenico Cavagnari (1876–1966), Admiral und Staatssekretär
- Enrico Canfari (1877–1915), Fußballspieler und -funktionär
- Giovanni Prini (1877–1958), Bildhauer und Maler
- Eugenio Canfari (1878–1962), Fußballfunktionär und Unternehmer
- Bartolomeo Pagano (1878–1947), Schauspieler
- Pedro Massa (1880–1968), katholischer Ordensgeistlicher, Prälat von Rio Negro in Brasilien
- Raffaele Rossetti (1881–1951), Ingenieur, Offizier und Politiker
- Giulio Gavotti (1882–1939), Leutnant, Pilot und Luftfahrtpionier
- Enrico Pasteur (1882–1958), Fußballspieler, -trainer und -schiedsrichter sowie Wasserballspieler und -schiedsrichter
- Piero Bolzon (1883–1945), Journalist und Politiker
- Vittorio Valletta (1883–1967), Industrieller
- Ernesto Aurelio Ghiglione (1884–1964), römisch-katholischer Apostolischer Vikar von Benghazi
- Gilberto Govi (1885–1966), Schauspieler
- Cuno Hofer (1886–1931), Schweizer Jurist und Schriftsteller
- Norman W. Walker (1886–1985), US-amerikanischer Geschäftsmann und Autor
- Emilio Lunghi (1887–1925), Mittelstreckenläufer und Sprinter
- Filippo Bottino (1888–1969), Gewichtheber und Olympiasieger
- Giovanni Reggio (1888–1972), Segler
- Augustus Bertelli (1890–1979), britischer Unternehmer und Automobilrennfahrer
- Roberto Ferrari (1890–1954), Turner
- Eduard Erkes (1891–1958), deutscher Sinologe
- Romualdo Ghiglione (1891–1940), Turner
- Giacomo Lercaro (1891–1976), Kardinal und Erzbischof von Bologna
- Pavlos Rodokanakis (1891–1958), griechischer Maler
- Luigi Costigliolo (1892–1939), Turner
- Aristodemo  Santamaria (1892–1974), Fußballspieler
- Mario Boero (1893–1973), Wasserballspieler
- Carlo Costigliolo (1893–1968), Turner
- Palmiro Togliatti (1893–1964), Generalsekretär der Kommunistischen Partei Italiens (PCI)
- Achille Olivari (1894–?), Wasserballspieler
- Umberto Terracini (1895–1983), Politiker, Mitgründer der Kommunistischen Partei Italiens
- Giuditta Rissone (1895–1977), Schauspielerin
- Eugenio Montale (1896–1981), Schriftsteller und Nobelpreisträger
- Giacomo Devoto (1897–1974), Linguist, Romanist und Lexikograf
- Mario Lertora (1897–1939), Turner
- Guido Mentasti (1897–1925), Motorradrennfahrer
- Domenico Mordini (1898–1948), Segler
- Luigi Burlando (1899–1967), Fußball- und Wasserballspieler
- Pietro Ghersi (1899–1972), Automobil- und Motorradrennfahrer
- Alessandro Vallebona (1899–1987), Radiologe
- Marcello Nizzola (1900–1947), Ringer

### 20. Jahrhundert

#### 1901 bis 1925
- Massimo Ballestrero (1901–??), Ruderer
- Marcello Casanova (1901–1981), Ruderer
- Giulio Pastore (1902–1969), Journalist, Gewerkschaftsfunktionär und Politiker
- Renato Berninzone (1903–1975), Ruderer
- Giglio Bisagno (1903–1987), Schwimmer
- Jean Cipollina (1903–1981), Ruderer
- Bruno Bianchi (1904–1988), Segler
- Agostino Novella (1905–1974), Politiker und Gewerkschafter
- Luigi Poggi (1906–1972), Segler
- Giuseppe Siri (1906–1989), Erzbischof von Genua und Kardinal
- Nando Barbieri (1907–1997), italienischer Automobilrennfahrer
- Adriano Chicco (1907–1990), Schachkomponist und Schachhistoriker
- Filippo Pascucci (1907–1966), Fußballtrainer
- Margherita Carosio (1908–2005), Opernsängerin
- Enrico Poggi (1908–1976), Segler
- Alberto Erede (1909–2001), Dirigent
- Eugenio Henke (1909–1990), Admiral
- Angelo Francesco Lavagnino (1909–1987), Filmkomponist
- Roberto Lucifredi (1909–1981), Politiker
- Luigi Bernabò Brea (1910–1999), Klassischer Archäologe
- Aldo Gentilini (1911–1982), Maler und Bildhauer
- Marianne Rein (1911–1941/42), Lyrikerin
- Paolo Emilio Taviani (1912–2001), Politiker
- Anastasio Alberto Ballestrero (1913–1998), Erzbischof von Turin
- Claudio Gora (1913–1998), Schauspieler und Regisseur
- Karl Alexander Kirn (1913–2008), deutscher Arbeitsmediziner
- Giuseppe Accattino (1914–1979), Filmregisseur, Drehbuchautor und Produzent
- Pietro Germi (1914–1974), Filmregisseur, Drehbuchautor, Schauspieler und Produzent
- Roberto Nicolosi (1914–1989), Jazzmusiker
- Luigi Durand de la Penne (1914–1992), Marineoffizier und Kriegsheld
- Alfredo Poledrini (1914–1980), Erzbischof und Diplomat
- Enrico Anselmi (1915–1975), Automobilrennfahrer
- Giuseppe Taddei (1916–2010), Opernsänger
- Mario Revollo Bravo (1919–1995), Erzbischof von Bogotá
- Giancarlo De Carlo (1919–2005), Architekt
- Enrico Gras (1919–1981), Dokumentarfilmer
- Paolo Levi (1919–1989), Dramatiker und Drehbuchautor
- Alberto Cardone (1920–1977), Regisseur, Regieassistent, Drehbuchautor, Filmeditor und Produktionsmanager
- Elsa Albani (1921–2004), Schauspielerin
- Piero Carini (1921–1957), Automobilrennfahrer
- Emanuele Luzzati (1921–2007), Maler, Grafiker, Bühnenbildner, Illustrator und Animator
- Luigi Luca Cavalli-Sforza (1922–2018), Populationsgenetiker
- Vittorio Gassman (1922–2000), Schauspieler
- Emilio Scanavino (1922–1986), Maler
- Marcel Stern (1922–2002), Schweizer Segler, Silbermedaillen-Gewinner bei Olympia
- Alberto Lupo (1924–1984), Schauspieler
- Marcello Bardola (1925–1999), Schweizer Aktuar und Bridgemeister
- Eleonora Rossi Drago (1925–2007), Filmschauspielerin
- Joe Sentieri (1925–2007), Schlagersänger und Schauspieler

#### 1926 bis 1950
- Armando Bandini (1926–2011), Schauspieler und Synchronsprecher
- Enzo Melandri (1926–1993), Philosoph
- Duccio Tessari (1926–1994), Maler
- Giovan Battista Carpi (1927–1999), Comiczeichner und -autor
- Alarico Gattia (1927–2022), Comiczeichner, -autor und Illustrator
- Emilio Picasso (1927–2014), Physiker
- Emilio Caprile (1928–2020), Fußballspieler
- Andrea Gallo (1928–2013), Priester und christlicher Sozialreformer
- Gallieno Ferri (1929–2016), Comiczeichner
- Gottfried Gruben (1929–2003), deutscher Bauforscher
- Giuliano Montaldo (1930–2023), Filmregisseur
- Edoardo Sanguineti (1930–2010), Schriftsteller, Dichter, Kritiker und Übersetzer
- Mario Corti (1931–2020), Fußballspieler
- Riccardo Giacconi (1931–2018), italienisch-amerikanischer Astrophysiker und Nobelpreisträger
- Elisa Montessori (* 1931), Malerin
- Maria Grazia Marchelli (1932–2006), Skirennläuferin
- Paolo Villaggio (1932–2017), Schauspieler, Schriftsteller, Regisseur und Autor
- Eugenia Ratti (1933–2020), Opernsängerin und Sopranistin
- Nino Ferrer (1934–1998), französischer Sänger, Liederschreiber und Komponist
- Gian Franco Reverberi (1934–2024), Komponist und Musiker
- Silvio De Florentiis (1935–2021), italienischer Marathonläufer
- Carla Marchelli (* 1935), Skirennläuferin
- Michele Pellerey (* 1935), römisch-katholischer Theologe sowie Pädagoge
- Enzo Doria (* 1936), Filmschaffender
- Rainer Offergeld (* 1937), deutscher Politiker
- Renzo Piano (* 1937), Architekt
- Celestina Casapietra (* 1938), Sopranistin
- Ugo Fangareggi (1938–2017), Schauspieler
- Werner Greuter (* 1938), Schweizer Botaniker
- Eraldo Pizzo (* 1938), Wasserballspieler
- Gian Piero Reverberi (* 1939), Komponist, Arrangeur und Musikproduzent
- Rosanna Schiaffino (1939–2009), Schauspielerin
- Marisa Solinas (1939–2019), Schauspielerin und Sängerin
- Fabrizio De André (1940–1999), Liedermacher
- Adalberto Giazotto (1940–2017), Physiker
- Giulio Paolini (* 1940), Maler, Bildhauer, Objekt- und Konzeptkünstler
- Francesco Valle (1940–2003), Boxer
- Livia Giampalmo (* 1941), Schauspielerin, Synchronsprecherin, Filmregisseurin und Drehbuchautorin
- Pietro De Marco (* 1941), Philosoph und Soziologe
- Luigi Montefiori (* 1942), Schauspieler und Drehbuchautor
- Maura Monti (* 1942), mexikanische Schauspielerin, Moderatorin und Journalistin italienischer Herkunft
- Ombretta Colli (* 1943), Schauspielerin, Sängerin und Politikerin
- Gianluigi Calderone (* 1944), Fernsehregisseur und Drehbuchautor
- Maria Pia Conte (* 1944), Schauspielerin
- Mauro Piacenza (* 1944), Kurienkardinal der römisch-katholischen Kirche
- Luciana Serra (* 1946), Opernsängerin
- Alessandro Ghibellini (* 1947), Wasserballspieler
- Gian Piero Ventura (* 1948), Fußballspieler und -trainer
- Gerardo Cunico (* 1949), Professor für theoretische Philosophie
- Guido Mantega (* 1949), Politiker und Wirtschaftswissenschaftler
- Silvio Baracchini (* 1950), Wasserballspieler

#### 1951 bis 1960

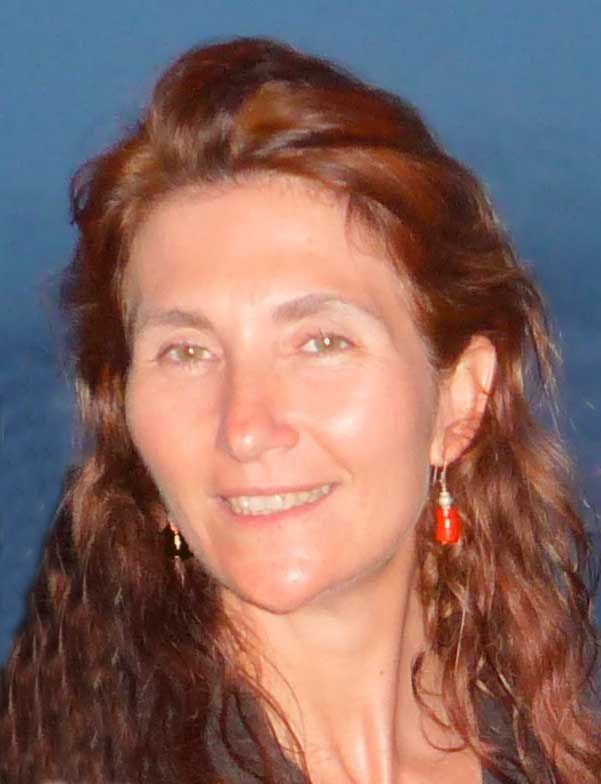
Monica Esposito

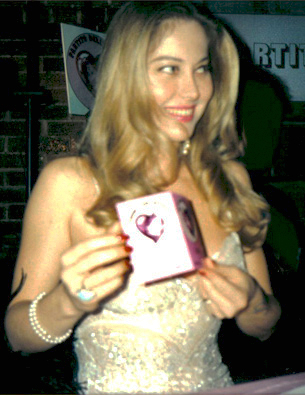
Moana Pozzi (1992)

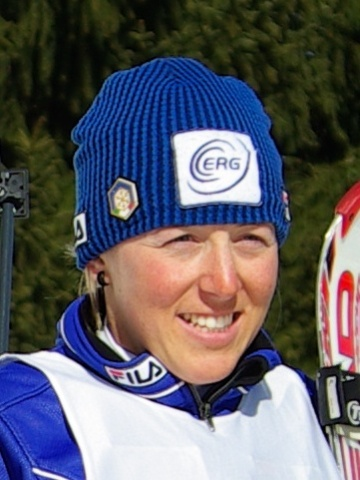
Camilla Alfieri im März 2008

- Nicola Di Francescantonio (* 1951), Filmregisseur
- Luigi Rizzi (* 1952), Sprachwissenschaftler
- Antonella Ruggiero (* 1952), Sängerin
- Paolo Mondini (* 1953), Automobilrennfahrer
- Francesco Moraglia (* 1953), Patriarch von Venedig
- Claudio Burlando (* 1954), Politiker
- Rocco Cesareo (* 1955), Theater- und Filmregisseur
- Enzo Pietropaoli (* 1955), Jazz-Bassist
- Marcello Cesena (* 1956), Schauspieler und Filmregisseur
- Max Manfredi (* 1956), Liedermacher
- Giampaolo Mazza (* 1956), Fußballtrainer
- Daniela Dessì (1957–2016), Sopranistin
- Marcello Lippi (* 1957), Bariton, Intendant und Literaturwissenschaftler
- Alessandro Profumo (* 1957), Bankmanager
- Milena Agus (* 1959), Schriftstellerin
- Fabio Luisi (* 1959), Dirigent
- Carmen Russo (* 1959), Tänzerin, Soubrette und Schauspielerin
- Mario Vaccari (* 1959), Ordensgeistlicher, Bischof von Massa Carrara-Pontremoli

#### 1961 bis 1970
- Nicolò Anselmi (* 1961), römisch-katholischer Bischof von Rimini
- Moana Pozzi (1961–1994), Schauspielerin und Pornodarstellerin
- Michele Trenti (* 1961), Komponist, Dirigent und Gitarrist
- Cristiano De André (* 1962), Cantautore
- Monica Esposito (1962–2011), Daoismus-Forscherin
- Guido Gallese (* 1962), Bischof von Alessandria
- Dado Moroni (* 1962), Jazz-Pianist
- Stefano Grossi (* 1963), Filmwissenschaftler und Filmregisseur
- Sergio Luzzatto (* 1963), Historiker
- Gianni Averaimo (* 1964), Wasserballspieler
- Paolo Costella (* 1964), Regisseur und Drehbuchautor
- Massimo Faraò (* 1965), Jazzpianist
- Guido Marini (* 1965), Bischof von Tortona, zuvor Zeremonienmeister für die Liturgischen Feiern des Papstes
- Claudio Paglieri (* 1965), Schriftsteller
- Andrea Pozza (* 1965), Jazzpianist
- Maria Elena Bottazzi (* 1966), amerikanische Mikrobiologin
- Stefano Eranio (* 1966), Fußballspieler und -trainer
- Giorgio Ferretti (* 1967), römisch-katholischer Erzbischof von Foggia-Bovino
- Valter Longo (* 1967), italo-amerikanischer Gerontologe
- Francesca Carbone (* 1968), Sprinterin
- Sabrina Salerno (* 1968), Sängerin
- Fabio Zuffanti (* 1968), Musiker
- Vanessa Beecroft (* 1969), Performance-Künstlerin
- Alessandro Bovo (* 1969), Wasserballspieler
- Tonhi Terenzi (* 1969), Fechter
- Björn Casapietra (* 1970), deutscher Tenor, Moderator und Schauspieler
- Enrico Casarosa (* 1970), Animationsfilmer und Illustrator
- Enrico Chiesa (* 1970), Fußballspieler und -trainer
- Gianfranco Martin (* 1970), Skirennläufer

#### 1971 bis 1980
- Tiziana Beghin (* 1971), Politikerin
- Stephanie Mohr (* 1972), österreichische Theaterregisseurin
- Alberto Ghibellini (* 1973), Wasserballspieler
- Stefano d’Aste (* 1974), Automobilrennfahrer
- Marco Fertonani (* 1976), Radrennfahrer
- Luigi Gaggero (* 1976), Musiker, Dirigent und Hochschullehrer
- Fausto Paravidino (* 1976), Autor und Schauspieler
- Vibeke Saugestad (* 1976), norwegische Musikerin
- Stefano Pozzolini (* 1977), Snowboarder
- Emma Quaglia (* 1980), Langstreckenläuferin

#### 1981 bis 2000
- Arisa (* 1982), Sängerin
- Salvatore Amirante (* 1984), Fußballspieler
- Camilla Alfieri (* 1985), Skirennläuferin
- Teresa Frassinetti (* 1985), Wasserballspielerin
- Fabio Concas (* 1986), Fußballspieler
- Pierpaolo De Negri (* 1986), Radrennfahrer
- Viviana Bottaro (* 1987), Karateka
- Raffaella Brutto (* 1988), Snowboarderin
- Niccolò Canepa (* 1988), Motorradrennfahrer
- Rocco Palumbo (* 1988), Pokerspieler
- Arianna Garibotti (* 1989), Wasserballspielerin
- Moreno (* 1989), Rapper
- Vincenzo Fiorillo (* 1990), Fußballtorhüter
- Marco Zipoli (* 1990), Automobilrennfahrer
- Samuele Buttarelli (* 1992), Automobilrennfahrer
- Andrea Basso (* 1993), Tennisspieler
- Martina Carraro (* 1993), Schwimmerin
- Lorenzo Sommariva (* 1993), Snowboarder
- Andrea Fondelli (* 1994), Wasserballspieler
- Luca Cupido (* 1995), US-amerikanischer Wasserballspieler
- Federico Chiesa (* 1997), Fußballspieler
- Francesca Durante (* 1997), Fußballspielerin
- Carolina Stramare (* 1999), Schauspielerin und Miss Italien 2019
- Sofia Tanghetti (* 1999), Ruderin
- Federica Cafferata (* 2000), Fußballspielerin
- Andrea Cambiaso (* 2000), Fußballspieler
- Ludovica Cavalli (* 2000), Mittelstreckenläuferin
- Maria Ludovica Costa (* 2000), Ruderin

### 21. Jahrhundert
- Pietro Pellegri (* 2001), Fußballspieler
- Camilla Moroni (* 2001), Sportkletterin
- Eddie Salcedo (* 2001), italienisch-kolumbianischer Fußballspieler
- Alice D’Amato (* 2003), Turnerin
- Andrea Raccagni Noviero (* 2004), Radrennfahrer
- Jeff Ekhator (* 2006), Fußballspieler
- Lorenzo Finn (* 2006), Radrennfahrer

## Bekannte Einwohner von Genua

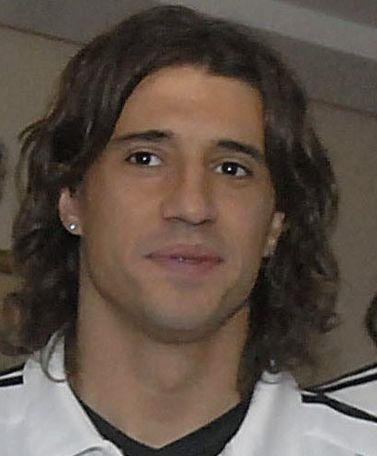
Hernán Crespo, vor 2008

- Giorgio Valla (1447–1499), Mediziner, Astronom, Philologe und Musikologe. Dozent in Genua.
- Pietro Sorri (1556–1622), Maler
- Orazio Gentileschi (1563–1639), Maler
- Antoine-Jean Gros (1771–1835), französischer Maler
- Mary Shelley (1797–1851), britische Schriftstellerin
- Auguste Groß von Trockau (1845–1915), deutsche Schriftstellerin
- Alberto Orrego Luco (1854–1931), Maler
- Schang Hutter (1934–2021), Bildhauer
- Bobby Durham (1937–2008), Jazzmusiker
- Daniela Bianchi (* 1942), Schauspielerin
- Giampietro Stocco (* 1961), Schriftsteller und Journalist
- Hernán Crespo (* 1975), argentinischer Fußballspieler